# Fotolitografi (mikrofabrikationsteknik)
Fotolitografi, ibland även mikrolitografi, är en teknik för att framställa mycket små strukturer, som de som förekommer i bildskärmar och halvledare. Ett mönster ritas på en fotomask, till exempel med en laserstråle. Mönstret förs över till en kiselskiva genom att en lampa belyser kiselskivan genom fotomasken. Efter exponeringen behandlas kiselskivan för att skapa transistorer m.m. Detta kan upprepas flera gånger med olika fotomasker varje gång. 